# Operação Mare Nostrum

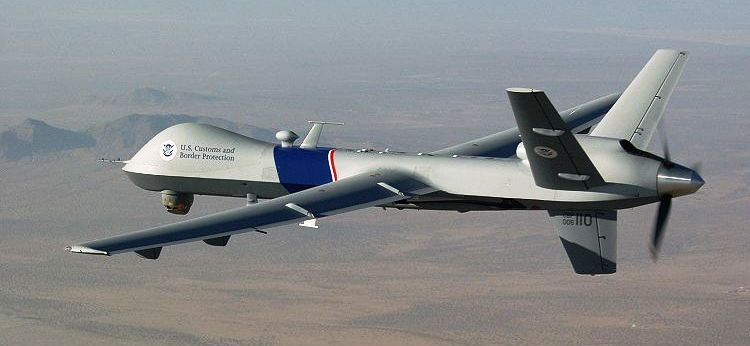
General Atomics MQ-9 Reaper americano foi usado em operações do Mare Nostrum em 2013

Operação Mare Nostrum foi uma operação naval e aérea do governo italiano iniciada em 18 de outubro de 2013 para enfrentar o aumento da imigração para a Europa durante o segundo semestre de 2013 após o naufrágio migratório off Lampedusa. Durante a operação, pelo menos 150.000 migrantes, principalmente da África e do Oriente Médio, conseguiram chegar com segurança à Europa.  A operação foi nomeada de Mare Nostrum, antigo nome romano para o Mar Mediterrâneo. A Comissão Europeia concedeu apoio financeiro para a operação com € 1,8 milhão do Fundo para as Fronteiras Externas.  Mare Nostrum foi conduzida pela Marinha italiana perto da costa da Líbia.
A operação terminou em 31 de outubro de 2014, e foi substituída pela Frontex Operação Triton, que opera uma menor capacidade de busca e salvamento. Ao contrário do Mare Nostrum, a Operação Triton é centrada na proteção das fronteiras, em vez de busca e salvamento.
Com o naufrágio de 20 de abril de 2015, onde cerca de 700 pessoas estão desaparecidas, cresceu a pressão internacional para restaurar a operação italiana. A Organização Internacional para as Migrações (OIM) pediu a restauração imediata da operação de busca e resgate após a tragédia.